# MIR146A
MIR146A (microRNA 146a) відноситься до родини мікроРНК — коротких (20-24 nt) некодуючих РНК, залучених в посттрансляційну модифікацію геному, MIR146A закодована в екзоні в довгому плечі в положенні 33.3 5 хромосоми людини. Первинний транскрипт нарізається Drosha рибонуклеазою ІІІ з утворенням прекурсорної РНК (pre-miRNA), яка має шпилькову структуру, і далі нарізається цитоплазматичною Dicer рибонуклеазою, що призводить до утворення зрілої мікроРНК та антисенсних мікроРНК зірочка (miRNA*) продуктів. Зріла мікроРНК, включена RISC комплекс, впізнає свою матричну РНК, впливає на транскрипти ФНП, ІЛ-1 рецептор асоційованої кінази 1, ІЛ-1 бета, ФНП рецептор асоційованого фактору 6 і фактору комплементу H, таким чином здійснюючи потужний вплив на імунну систему.

## MIR146A: механізми регуляції імунної відповіді
Аналіз промотора MIR146A надав переконливі дані, що MIR146A — це NF-kappaB залежний ген. ЇЇ експресія в людських моноцитах підвищується під дією ліпополісахарида. Було передбачено, що miR-146a здатна утворювати пари з послідовностями в 3' UTR генів ФНП рецептор асоційованого фактору 6 і ІЛ-1 рецептор асоційованої кінази 1. Обидва ці гени кодують ключові адапторні молекули в сигналізуванні Toll-like та цитокінових рецепторів. MIR146A відповідає за толерантність моноцитів до ліпополісахариду при тривалих стимулах цією речовиною через зниження продукції ФНП. Вплив ІЛ-1β на культуру клітин легеневого епітелію призводить до значного підвищення MIR146A, що у свою чергу призводить до зниження рівня ІЛ-8 та RANTES хемокінів через вплив на 3' UTR їх мРНК. MIR146A також регулює продукцію прозапального цитокіну CCL8 у макрофагах та мікроглії. Окрім регуляції вродженого імунітету, було показано, що MIR146A також важлива в функціонуванні набутого імунітету. Вона майже не експресується в наївних Т-клітинах, проте значно експресується в Т-клітинах пам'яті. Експресія MIR146A підвищується при активації Т-лімфоцитів через Т-клітинний рецептор, при цьому вона відіграє антиапоптичну роль через вплив на мРНК FADD. miR-146a також регулює утворення ІЛ-2 в активованих лімфоцитах.

### MIR146A: процеси проліферації, диференціації та канцерогенезу
MIR146A важлива при нормальному гемопоезі, особливо мегакаріоцитарного та моноцитарного ростків, хоча точні механізми наразі не відомі. Більш того,. відомо, що дисрегуляція MIR146A відіграє важливу роль в багатьох неопластичних процесах. Зокрема при гострій мієлоїдній лейкемії її експресія знижена, що дає можливість визначити прогноз та перебіг хвороби. Оскільки рівень експресії MIR146A знижений при багатьох солідних пухлинах, можна вважати, що вона є одним з факторів протипухлинного захисту організму.

## Значення при патології
MIR146A відіграє важливу роль при вірусних інфекціях. Вірус везикулярного стоматиту підвищує експресію MIR146A і таким чином знижує імунну відповідь на вірусну інвазію через описані вище механізми. Вірусний білок LMP1 при інфекції Епштейн-Барр також індукує експресію MIR146A, зо допомагає сформувати стан толерантності до вірусної інфекції. Ряд робіт вивчали зміни експресії MIR146A при аутоімунних хворобах. В синовіальній рідині, моноцитах та фібробластах пацієнтів хворих на ревматоїдний артрит було виявлено високий рівень MIR146 порівняно з здоровити людьми та хворими на остеоартрит. ЇЇ підвищена експресія також була знайдена в пацієнтів хворих на псоріаз та СЧВ. Загалом її експресія відображає активність хвороби. Зміна експресії MIR146 було показано при ряді первинних м'язевих патологій, що пов'язано з Notch-сигналізуванням. MIR146A є надзвичайно важливою для імунного гомеостазу в нервовій системі. Ряд нейродегенеративних хвороб зв'язані з порушенням експресії MIR146A. Її підвищена експресія була вивчена при таких захворюваннях як хвороба Альцгеймера, множинному склерозі та пов'язаній з віком макулярній дегенерації а також при пріонній хворобі. У пацієнтів з фібриляцією передсердь підвищена експресія MIR146A була пов'язана з підвищеним рівнем утворення нейтрофільних позаклітинних пасток та ризиком виникнення важких кардіальних ускладнень.